# 2-氯-2-硝基丙烷
2-氯-2-硝基丙烷是一种有机化合物，化学式为C3H6ClNO2。它可由2-氯-2-亚硝基丙烷和臭氧在二氯甲烷中反应得到，或通过2-硝基丙烷在氢氧化钾存在下和N-氯代丁二酰亚胺反应制得。它和炔基锂反应，可以得到2-硝基丙-2-基炔烃。它和苯甲硫醇钠反应，可以得到二苄基二硫和2,3-二甲基-2,3-二硝基丁烷。